# Uroš Račić
Uroš Račić (Kraljevo, 17 de marzo de 1998) es un futbolista internacional serbio que juega de centrocampista en el Aris Salónica F. C. de la Superliga de Grecia.

## Trayectoria

### Inicios
Nacido en Kraljevo empezó a jugar al fútbol en las academias locales Bambi y Knjaz junto con su hermano gemelo Bogdan. Tras tres años jugando en la escuela de fútbol Altina de la ciudad de Zemun los dos hermanos volvieron a casa y firmaron por las categorías inferiores del FK Sloga de Kraljevo, y también jugaron para el FK Sloboda Čačak antes de fichar por el OFK de Belgrado.
Tras dos años en los juveniles del equipo OFK de Belgrado, Uroš alterna la cantera con el primer equipo durante la temporada 15-16 y, tras marcar un gol al Estrella Roja, en marzo de 2016 tanto él como su hermano firman un contrato de 3 años precisamente con el Estrella Roja de Belgrado.

### Estrella Roja
En mayo de 2016 ya fue convocado para la 35.ª jornada de liga con el primer equipo del Estrella Roja, que se proclamaría campeón final de la temporada, pero debutó en un amistoso el 8 de mayo frente al Olympiacos griego. El 14 de mayo ya debutó, con 18 años, en la máxima categoría serbia ante el Radnik Surdulica.
En la pretemporada 16-17 participó en varios encuentros a las órdenes del técnico Miodrag Božović, y durante la temporada participó en 8 partidos de Liga y 2 de Copa.
En la 17-18 adquirió un gran protagonismo y se convirtió en uno de los mejores juveniles del club. El 13 de agosto de 2017, en la 5.ª jornada, marcó su primer gol oficial con el equipo. En total marcó 3 goles en toda la temporada, y participó en 22 de las 37 jornadas de liga, de la cual se proclamó campeón como sucedió dos temporadas antes, más 2 partidos de copa, 6 de Liga Europa y 4 de la fase de clasificación. En total 34 partidos oficiales con el equipo.
Su temporada y su progreso no pasó desapercibido en el fútbol europeo, y al quedarle solo un año de contrato con el Estrella Roja, llegaron intereses de varios clubes.

### Valencia C. F.
El 13 de junio de 2018, con 20 años, se hizo oficial su fichaje por el Valencia Club de Fútbol de la Primera División de España a cambio de 2,2 millones de euros para el Estrella Roja y con un contrato hasta 2022 y una cláusula de rescisión de 100 millones de euros. El joven serbio era seguido por el director del área técnica valencianista, Pablo Longoria, y el futbolista no se lo pensó dos veces a la hora de firmar por el club valencianista. Se barajó una posible cesión del jugador por su juventud para que adquiriese más experiencia, y porque en el equipo de Marcelino García Toral y con su sistema iba a tener pocas opciones de jugar, ya que tenía por delante a Kondogbia, Coquelin e incluso a otras opciones como Wass o Carlos Soler, así que aceptó empezar la temporada con ficha del equipo filial, el Valencia Mestalla del grupo III de Segunda División B, a las órdenes del técnico Miguel Grau.

#### Valencia Mestalla
Empezó la temporada como un fijo en el once titular del Valencia Mestalla, excepto cuando era requerido para la convocatoria del primer equipo. Su debut por tanto fue en la 1.ª jornada el 25 de agosto en el estadio Antonio Puchades, y su debut como goleador fue en la 4.ª jornada, el 14 de septiembre, en el derbi de filiales ante el Atlético Levante, marcando el gol de la victoria. Su oportunidad en el primer equipo se hacía esperar, y finalmente Marcelino le dio la titularidad en un partido de Copa del Rey con la eliminatoria ya encarrilada en la vuelta de los dieciseisavos de final en Mestalla ante el C. D. Ebro.
En el mercado de invierno se tomó la decisión de que la Segunda División B no era apropiada para la evolución del futbolista, pero tampoco parecía tener sitio en el primer equipo, por tanto se acordó buscarle una salida como cedido. En total disputó 15 partidos con el Valencia Mestalla y solo participó en uno con el Valencia C. F., además de ser convocado en dos ocasiones durante el campeonato liguero.

#### C. D. Tenerife
El 10 de enero de 2019 se hizo oficial su incorporación como cedido hasta final de temporada en el Club Deportivo Tenerife de Segunda División a las órdenes de José Luis Oltra, un club con aspiraciones de ascender de categoría pero que necesitaba reforzar su plantilla.
Se hizo inmediatamente con la titularidad y debutó el 20 de enero en el Heliodoro Rodríguez López frente al Gimnàstic de Tarragona dando una asistencia en la victoria por 2-0 y dejando una muy buena impresión ante su público. Marcó su primer gol el 22 de febrero en el empate 2-2 frente al Mallorca. El resto de la temporada siguió como titular algunos encuentros, llegando a disputar 16 partidos con los tinerfeños. Finalmente completaron una muy mala temporada finalizando 16.º en la clasificación y con otro técnico, Luis César Sampedro, ya que llegaron a estar muy cerca de los puestos de descenso.

#### F. C. Famalicão
El 8 de agosto de 2019, con 21 años y tras empezar la pretemporada con el Valencia C. F., se hizo oficial su cesión por una temporada al Futebol Clube Famalicão, recién ascendido a la Primeira Liga portuguesa. Allí coincidiría con su excompañero del filial valencianista Álex Centelles. El club tenía como máximo accionista al millonario israelí Idan Ofer y como entrenador al debutante como primer entrenador João Pedro Sousa. El club se reforzó con la ayuda del agente portugués Jorge Mendes, y se convirtió en la revelación del campeonato 2019-20, llegando incluso a situarse como líder.
Debutó el 16 de agosto en los últimos minutos de la 2.ª jornada frente al Rio Ave F. C., y marcó su primer gol el 9 de noviembre ante el Moreirense F. C. Comenzó a ser un fijo en el once titular de João Pedro Sousa, y logró marcar dos goles más ante el Vitória Setúbal y el Sporting. Sus actuaciones en el equipo hizo que los grandes clubes del país como F. C. Oporto, S. L. Benfica y Sporting C. P. se interesaran en su fichaje.
Finalizada la temporada, en la que a punto estuvieron de clasificarse para la Liga Europa de la UEFA, regresó a Valencia y en el mes de agosto inició la pretemporada con el primer equipo.

### Valencia C. F.
Realizó la pretemporada 2020-21 a las órdenes de Javi Gracia en el primer equipo valencianista, haciendo su debut en La Liga en la 1.ª jornada el 13 de septiembre de 2020 frente al Levante U. D. en Mestalla entrando en el 72' por Vicente Esquerdo, donde dejó muy buenas sensaciones y ayudó a la victoria 4-2. Su buen papel hizo que se publicara el interés del Manchester United en el jugador, y el Valencia se puso manos a la obra para intentar renovar al serbio, lo cual se hizo oficial pocos días después hasta 2024 con una cláusula de 150 millones de euros.
El 1 de septiembre de 2022 volvió a Portugal después de ser cedido, con una opción de compra de cinco millones de euros, al S. C. Braga hasta final de temporada. Tras esta cesión abandonó definitivamente el club al ser traspasado a la U. S. Sassuolo Calcio.
En su primer año en Italia disputó 22 partidos en la Serie A y en agosto de 2024 fue prestado al West Bromwich Albion F. C. Esta cesión se canceló en enero para regresar al S. C. Braga, que tenía una opción de compra de dos millones y medio de euros. Esta no se hizo efectiva y en julio se marchó al Aris Salónica F. C.

## Selección nacional

### Categorías inferiores
Como miembro del equipo nacional de fútbol sub-18 de Serbia, jugó varios partidos en 2016 marcando 1 gol contra Armenia el 15 de marzo de 2016. Ese mismo año fue convocado por la sub-19 para el torneo conmemorativo "Stevan Vilotić - Ćele", debutando en el primer partido contra Estados Unidos. Su primer gol con la sub-19 fue en un amistoso contra Georgia que se jugó en octubre de 2016.

### Sub-21
Su primera convocatoria para la sub-21 llegó a los 19 años, de manos del entrenador Goran Đorović en diciembre de 2017, debutando contra Catar. Durante 2018 fue convocado en todos los partidos de esta selección, y en 2019 participó en la Eurocopa Sub-21 disputada en Italia y San Marino, pero su papel y el de su selección fueron bastante decepcionantes. Tras los malos resultados el nuevo seleccionador pasó a ser Ilija Stolica, que dejó de convocarlo pese al papel que estaba realizando en el F. C. Famalicão portugués.

## Estadísticas

### Clubes
Actualizado el 31 de julio de 2025.
| Club                                  | Div.          | Temporada     | Liga  | Liga  | Copas nacionales | Copas nacionales | Copas internacionales | Copas internacionales | Total | Total |
| Club                                  | Div.          | Temporada     | Part. | Goles | Part.            | Goles            | Part.                 | Goles                 | Part. | Goles |
| ------------------------------------- | ------------- | ------------- | ----- | ----- | ---------------- | ---------------- | --------------------- | --------------------- | ----- | ----- |
| O. F. K. Belgrado Serbia              | 1.ª           | 2015-16       | 0     | 0     | 0                | 0                | ―                     | ―                     | 0     | 0     |
| O. F. K. Belgrado Serbia              | Total club    | Total club    | 0     | 0     | 0                | 0                | 0                     | 0                     | 0     | 0     |
| Estrella Roja Serbia                  | 1.ª           | 2015-16       | 1     | 0     | ―                | ―                | ―                     | ―                     | 1     | 0     |
| Estrella Roja Serbia                  | 1.ª           | 2016-17       | 8     | 0     | 2                | 0                | 0                     | 0                     | 10    | 0     |
| Estrella Roja Serbia                  | 1.ª           | 2017-18       | 22    | 3     | 2                | 0                | 10                    | 0                     | 34    | 3     |
| Estrella Roja Serbia                  | Total club    | Total club    | 31    | 3     | 4                | 0                | 10                    | 0                     | 45    | 3     |
| Valencia C. F. Mestalla · España      | 2.ª B         | 2018-19       | 15    | 1     | ―                | ―                | ―                     | ―                     | 15    | 1     |
| Valencia C. F. Mestalla · España      | Total club    | Total club    | 15    | 1     | ―                | ―                | ―                     | ―                     | 15    | 1     |
| Valencia C. F. · España               | 1.ª           | 2018-19       | 0     | 0     | 1                | 0                | 0                     | 0                     | 1     | 0     |
| C. D. Tenerife · España               | 2.ª           | 2018-19       | 16    | 1     | ―                | ―                | ―                     | ―                     | 16    | 1     |
| C. D. Tenerife · España               | Total club    | Total club    | 16    | 1     | ―                | ―                | ―                     | ―                     | 16    | 1     |
| F. C. Famalicão Portugal              | 1.ª           | 2019-20       | 33    | 3     | 6                | 0                | ―                     | ―                     | 39    | 3     |
| F. C. Famalicão Portugal              | Total club    | Total club    | 33    | 3     | 6                | 0                | ―                     | ―                     | 39    | 3     |
| Valencia C. F. · España               | 1.ª           | 2020-21       | 31    | 1     | 4                | 1                | ―                     | ―                     | 35    | 2     |
| Valencia C. F. · España               | 1.ª           | 2021-22       | 28    | 0     | 6                | 0                | ―                     | ―                     | 34    | 0     |
| Valencia C. F. · España               | Total club    | Total club    | 59    | 1     | 11               | 1                | 0                     | 0                     | 70    | 2     |
| S. C. Braga Portugal                  | 1.ª           | 2022-23       | 25    | 1     | 6                | 3                | 7                     | 0                     | 38    | 4     |
| U. S. Sassuolo Calcio · Italia        | 1.ª           | 2023-24       | 22    | 1     | 1                | 0                | ―                     | ―                     | 23    | 1     |
| U. S. Sassuolo Calcio · Italia        | Total club    | Total club    | 22    | 1     | 1                | 0                | 0                     | 0                     | 23    | 1     |
| West Bromwich Albion F. C. Inglaterra | 2.ª           | 2024-25       | 21    | 0     | 1                | 0                | ―                     | ―                     | 22    | 0     |
| West Bromwich Albion F. C. Inglaterra | Total club    | Total club    | 21    | 0     | 1                | 0                | 0                     | 0                     | 22    | 0     |
| S. C. Braga Portugal                  | 1.ª           | 2024-25       | 14    | 3     | 1                | 0                | ―                     | ―                     | 15    | 3     |
| S. C. Braga Portugal                  | Total club    | Total club    | 39    | 4     | 7                | 3                | 7                     | 0                     | 53    | 7     |
| Aris Salónica F. C. · Grecia          | 1.ª           | 2025-26       | 0     | 0     | 0                | 0                | 2                     | 0                     | 2     | 0     |
| Aris Salónica F. C. · Grecia          | Total club    | Total club    | 0     | 0     | 0                | 0                | 2                     | 0                     | 2     | 0     |
| Total carrera                         | Total carrera | Total carrera | 236   | 14    | 30               | 4                | 19                    | 0                     | 285   | 18    |

## Palmarés

### Títulos nacionales
| Título              | Club                      | País   | Año     |
| ------------------- | ------------------------- | ------ | ------- |
| Superliga de Serbia | Estrella Roja de Belgrado | Serbia | 2015-16 |
| Superliga de Serbia | Estrella Roja de Belgrado | Serbia | 2017-18 |
| Copa del Rey        | Valencia C. F.            | España | 2018-19 |